# Partido de Almería
El Partido de Almería (PAL) fue un partido político español de ámbito provincial almeriense.

## Historia
Fue fundado por su actual presidente y exalcalde de El Ejido, Juan Antonio Enciso, tras ser expulsado del Partido Popular en 2005. 
El Partido de Almería fue inscrito en el Registro de Partidos Políticos del Ministerio del Interior el 29 de julio de 2005. Durante los años posteriores a su creación, se presentó a todos los comicios que tuvieron lugar en Almería. 
El PdAL surgió tras una guerra interna del Partido Popular de Almería por hacerse con el control orgánico del partido, en la que se enfrentaron el alcalde de El Ejido, Juan Enciso, y el alcalde de Roquetas de Mar, Gabriel Amat. Cuando Juan Enciso y otros miembros del PP afines a éste fueron expulsados del PP, estos comenzaron el proyecto del PAL cuya esencia desde el principio fue municipalista de ámbito almeriense. En un principio gran parte del poder territorial del Partido Popular de la provincia de Almería se unió al proyecto del PAL, ya que muchos de sus alcaldes, concejales y Diputados provinciales cambiaron sus siglas a las del PdAL, pero a medida que surgían polémicas y asuntos turbios en torno a sus fundadores, fueron regresando al Partido Popular.
En las elecciones municipales de 2007, el PAL obtuvo 22 504 votos (7,98 % en toda la provincia). 
Estos resultados se tradujeron en dos diputados en la Diputación Provincial de Almería, 61 concejales en numerosos ayuntamientos almerienses, y las alcaldías varios municipios: El Ejido, Alboloduy, Dalías, Olula de Castro y Urrácal, además de la de Felix durante dos años gracias a un pacto con el PSOE. 
Estos resultados le permitieron realizar un pacto de gobierno con el PSOE en la Diputación Provincial de Almería, pacto que se mantuvo hasta octubre de 2010, ya que tras la "Operación Poniente" el PSOE rompió el pacto de gobierno PSOE-PAL, gobernando la institución provincial en minoría hasta el final de la legislatura.
En las elecciones generales de 2008 el PAL obtuvo 8333 votos (2,62 % en la provincia de Almería). En las autonómicas andaluzas, obtuvo 14.805 votos (4,67%).
Un hecho importante para el partido ocurrió el 20 de octubre de 2009. La llamada "Operación Poniente" llevada a cabo por la Policía Nacional en el ayuntamiento de El Ejido, se saldó con más de 20 detenidos tras una larga investigación. Como consecuencia de la operación policial, la fiscalía de Almería decretó la prisión preventiva sin fianza del alcalde de El Ejido y presidente del PAL, Juan Enciso que fue acusado de los delitos de falsificación de documentos públicos, tráfico de influencias, blanqueo de capitales, cohecho y malversación. Juan Enciso permaneció en prisión hasta junio de 2010.
Tras la denominada "Operación Poniente", la mayoría de alcaldes y concejales del PAL en la provincia de Almería abandonaron el partido. Como dato curioso, al final de la legislatura en 2011 el PAL solo conservaba las alcaldías de El Ejido y Felix.
En las municipales de 2011, el PAL sufrió un enorme descalabro. Perdió sus representantes en la Diputación de Almería y perdió todas sus alcaldías, pasando a tener una representación testimonial obteniendo solo 7 concejales en toda la provincia; 4 concejales en El Ejido, 2 concejales en Dalías y un solo edil en Felix. Su mayor fracaso fue en el municipio del El Ejido, que pasó de gobernar con mayoría absoluta con 15 concejales en 2007, a solo 4 concejales en 2011. 
Tras el fracaso en las elecciones municipales de 2011 los nombres más importantes del PAL; como su presidente Juan Enciso, José Añez y Ángel Díaz (Presidente y Vicepresidente de la Diputación de Almería por el PAL del 2005-2007), dimitieron de sus cargos y renunciaron a ser concejales de la oposición. Otra "víctima" del descalabro del PAL, fue la suspensión de la cadena comarcal, EJIDO TV, que tras 20 años en antena anunció su cierre abruptamente durante la emisión de sus informativos al día siguiente de las elecciones.
Las elecciones municipales de 2015 supusieron el fin de la representación del Partido de Almería en todas las instituciones. Únicamente el partido se presentó en El Ejido, obteniendo solo 798 votos y el 3.28% del total de la localidad sin obtener concejal.
Para las municipales de 2019 el partido no se presentó en ninguna localidad.